# میراندییا
میراندییا (به اسپانیایی: Mirandilla) یک شهرستان در اسپانیا است که در استان باداخس واقع شده‌است.